# Copa de Andalucía de fútbol sala
La Copa de Andalucía es una competición de fútbol sala que se disputa de manera oficial desde 2004 para clubes andaluces. Está organizada por la Real Federación Andaluza de Fútbol y la cantidad de equipos participantes es variable según la edición del torneo.

## Historia
La copa nació en septiembre del 2004 teniendo como sede el Palacio de los Deportes de San Pablo (Sevilla). La disputaron el Pino Montano FS (primer campeón), Adecor, UMA Antequera y Andujar FS. Las tres ediciones fueron retrasmitidas de forma íntegra por Canal Sur 2, e incluso en la tercera edición disputada en Bujalance, Eduardo Herrera presido la final y estuvo presente en la entrega de trofeos.
El Real Betis Futsal ha sido el equipo que más copas ha ganado (6), siendo también el equipo que más ediciones ha jugado (11) y el que más finales ha disputado (8). 
En la segunda edición (2005) hubo una previa para ver que equipos; UMA Antequera, Bujalance, Las Gabias y Nazareno FS, jugaban las semifinales contra Adecor y Andújar FS. El Bujalance de Fede Vidal y el Nazareno FS de Carlos Pareja se clasificaron. 
La cuarta edición (2008) tuvo una eliminatoria entre el Andújar FS y Cádiz CFV para ver quién era el cuarto equipo. El Cádiz de Juan Carlos Gálvez fue el agraciado. 
La novena edición (2015) la copa de denominó Copa del Centenario, y tuvieron la oportunidad de jugarla por eliminatoria todos los equipos andaluces. El Albolote FS hizo historia al meterse en semifinales un equipo de categoría provincial.

## Historial
A continuación se muestra una tabla con las ediciones disputadas, finalistas y sede del torneo.
Nombres y banderas de los equipos según la época.
| Temporada | Campeón                            | Resultado          | Subcampeón              | Sede            |
| --------- | ---------------------------------- | ------------------ | ----------------------- | --------------- |
| 2004      | Pino Montano F. S.                 | -                  | F. S. C. Adecor         | Sevilla         |
| 2005      | Andújar F. S.                      | 4 - 3              | F. S. C. Adecor         | Andújar         |
| 2006      | Bujalance F. S.                    | 4 - 1              | Nazareno F S.           | Bujalance       |
| 2007      | No disputada.                      | No disputada.      | No disputada.           | No disputada.   |
| 2008      | Nazareno F S. *                    | 1 - 1 (4 - 3 pen.) | U. M. A. Antequra       | Dos Hermanas    |
| 2009      | U. M. A. Antequra                  | 4 - 1              | Bujalance F. S.         | Bujalance       |
| 2010      | Jaén F. S. *                       | 6 - 4              | U. M. A. Antequra       | Antequera       |
| 2011      | No disputada.                      | No disputada.      | No disputada.           | No disputada.   |
| 2012      | No disputada.                      | No disputada.      | No disputada.           | No disputada.   |
| 2013      | Real Betis Futsal                  | 2 - 1              | Racing Alameda F. S.    | Baena           |
| 2014      | Real Betis Futsal                  | 9 - 3              | U. D. Coineña F. S.     | Dos Hermanas    |
| 2015      | Real Betis Futsal                  | 7 - 2              | C. D. Olimpic de Triana | Sevilla         |
| 2016      | Real Betis Futsal                  | 9 - 6              | Atlético Mengíbar       | Pozoblanco      |
| 2017      | Jaén Paraíso Interior              | 4 - 0              | Real Betis Futsal       | Martos          |
| 2018      | Jaén Paraíso Interior              | 1 - 0              | Real Betis Futsal       | Antequera       |
| 2019      | U. M. A. Antequera                 | 5 - 1              | Córdoba CF Futsal       | Roquetas de Mar |
| 2020      | Córdoba Patrimonio de la Humanidad | 4 - 4 (5 - 4 pen.) | Jaén Paraíso Interior   | Baena           |
| 2021      | Jaén Paraíso Interior              | 6 - 2              | CD El Ejido Futsal      | El Ejido        |
| 2022      | Real Betis Futsal                  | 2 - 2 (6 - 5 pen.) | Córdoba CF Futsal       | San Fernando    |
| 2023      | Córdoba CF Futsal                  | 4 - 3              | Atlético Mengíbar       | Mengíbar        |
| 2024      | Jaén Paraíso Interior              | 3 - 3 (4 - 3 pen.) | Córdoba CF Futsal       | Málaga          |

Nota * : Nazareno F.S. fue el anterior nombre del Real Betis Futsal.
Jaén F.S. fue el anterior nombre del Jaén Paraíso Interior.

## Palmarés
| Equipo                             | Títulos | Subcampeonatos | Años campeón                        | Años subcampeón   |
| ---------------------------------- | ------- | -------------- | ----------------------------------- | ----------------- |
| Real Betis Futsal                  | 6       | 3              | 2008, 2013, 2014, 2015, 2016, 2022. | 2006, 2017, 2018. |
| Jaén Paraíso Interior              | 5       | 1              | 2010, 2017, 2018, 2021, 2024.       | 2020.             |
| Córdoba Patrimonio de la Humanidad | 2       | 3              | 2020, 2023.                         | 2019, 2022, 2024. |
| U. M. A. Antequera                 | 2       | 2              | 2009, 2019.                         | 2008, 2010.       |
| Bujalance F. S.                    | 1       | 1              | 2006.                               | 2009.             |
| Pino Montano F. S.                 | 1       | -              | 2004.                               | -                 |
| Andújar F. S.                      | 1       | -              | 2005.                               | -                 |
| F. S. C. Adecor                    | -       | 2              | -                                   | 2004, 2005.       |
| Atlético Mengíbar                  | -       | 2              | -                                   | 2016, 2023.       |
| Racing Alameda F. S.               | -       | 1              | -                                   | 2013.             |
| U. D. Coineña F. S.                | -       | 1              | -                                   | 2014.             |
| C. D. Olimpic de Triana            | -       | 1              | -                                   | 2015.             |
| CD El Ejido Futsal                 | -       | 1              | -                                   | 2021.             |